# Węgry na Letnich Igrzyskach Olimpijskich 1924

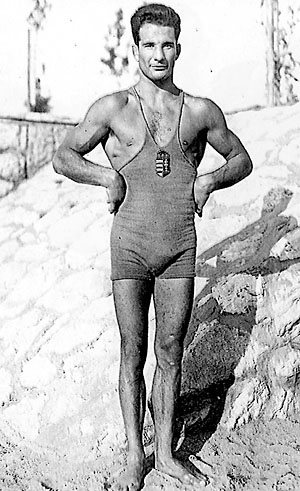
Lajos Keresztes, zdobywca srebrnego medalu

Węgry na Letnich Igrzyskach Olimpijskich 1924 reprezentowało 89 zawodników: 86 mężczyzn i 3 kobiet. Był to 6. start reprezentacji Węgier na letnich igrzyskach olimpijskich.
Najmłodszym węgierskim zawodnikiem na tych igrzyskach był 16-letni pływak, István Bárány, a najstarszym 49-letni szermierz, László Berti.

## Zdobyte medale
| Medal    | Zawodnik | Dyscyplina      | Konkurencja                             | Data     |
| -------- | --- | --------------- | --------------------------------------- | -------- |
| · Złoto  | Sándor Pósta | · Szermierka    | Szabla indywidualnie mężczyzn           | 18 lipca |
| · Złoto  | Gyula Halasy | · Strzelectwo   | Trap mężczyzn                           | 9 lipca  |
| · Srebro | Elemér Somfay | · Lekkoatletyka | Pięciobój mężczyzn                      | 7 lipca  |
| · Srebro | László Berti János Garay Sándor Pósta József Rády Zoltán Schenker László Széchy Ödön Tersztyánszky Jenő Uhlyárik | · Szermierka    | Szabla drużynowo mężczyzn               | 15 lipca |
| · Srebro | Lajos Keresztes                                                                                                  | · Zapasy        | Waga lekka mężczyzn w stylu klasycznym  | 10 lipca |
| · Brąz   | László Berti István Lichteneckert Sándor Pósta Zoltán Schenker Ödön Tersztyánszky                                | · Szermierka    | Floret drużynowo mężczyzn               | 30 lipca |
| · Brąz   | János Garay | · Szermierka    | Szabla indywidualnie mężczyzn           | 18 lipca |
| · Brąz   | Károly Bartha | · Pływanie      | 100 m stylem grzbietowym mężczyzn       | 18 lipca |
| · Brąz   | Rajmund Badó | · Zapasy        | Waga ciężka mężczyzn w stylu klasycznym | 10 lipca |

## Skład kadry

### Boks
| Zawodnik   | Konkurencja | 1/16             | 1/8              | Ćwierćfinał      | Półfinał         | Finał            | Finał   |
| Zawodnik   | Konkurencja | Przeciwnik Wynik | Przeciwnik Wynik | Przeciwnik Wynik | Przeciwnik Wynik | Przeciwnik Wynik | Miejsce |
| ---------- | ----------- | ---------------- | ---------------- | ---------------- | ---------------- | ---------------- | ------- |
| Béla Lőwig | waga lekka  | Alfred Genon P   | NQ               | NQ               | NQ               | NQ               | 17.     |

### Kolarstwo

#### Kolarstwo szosowe
| Zawodnik         | Konkurencja                    | Czas      | Pozycja |
| ---------------- | ------------------------------ | --------- | ------- |
| Mihály Rusovszky | jazda indywidualna na czas (m) | 7:57:49,0 | 51.     |
| Ferenc Steiner   | jazda indywidualna na czas (m) | 8:42:14,4 | 60.     |

#### Kolarstwo torowe
| Konkurencja | Zawodnik                     | Eliminacje                                   | Eliminacje | Eliminacje | Repasaże                          | Repasaże | Repasaże | Ćwierćfinał                    | Ćwierćfinał | Ćwierćfinał | Repasaże                                      | Repasaże | Repasaże | Półfinały  | Półfinały | Półfinały | Finał      | Finał | Finał   | Pozycja |
| Konkurencja | Zawodnik                     | Przeciwnik                                   | Czas       | Miejsce    | Przeciwnik                        | Czas     | Miejsce  | Przeciwnik                     | Czas        | Miejsce     | Przeciwnik                                    | Czas     | Miejsce  | Przeciwnik | Czas      | Miejsce   | Przeciwnik | Czas  | Miejsce | Pozycja |
| ----------- | ---------------------------- | -------------------------------------------- | ---------- | ---------- | --------------------------------- | -------- | -------- | ------------------------------ | ----------- | ----------- | --------------------------------------------- | -------- | -------- | ---------- | --------- | --------- | ---------- | ----- | ------- | ------- |
| sprint      | János Grimm                  | Guglielmo Bossi Oldřich Červinka             | b.d        | 2.         | Ricardo Bermejo Jean Verheyen     | b.d      | 1.       | George Dempsey Maurice Peeters | b.d         | 3.          | Lucien Mermillod Pierre de Bruyne George Owen | b.d      | 4.       | NQ         | NQ        | NQ        | NQ         | NQ    | NQ      | NQ      |
| sprint      | Ferenc Uhereczky             | Jaap Meijer Lucien Mermillod                 | b.d        | 3.         | Lucien Mermillod Oldřich Červinka | b.d      | 2.       | NQ                             | NQ          | NQ          | NQ                                            | NQ       | NQ       | NQ         | NQ        | NQ        | NQ         | NQ    | NQ      | NQ      |
| tandemy     | János Grimm Ferenc Uhereczky | Gerard Bosch van Drakestein, Maurice Peeters | b.d        | 2.         | N/A                               | N/A      | N/A      | N/A                            | N/A         | N/A         | N/A                                           | N/A      | N/A      | N/A        | N/A       | N/A       | NQ         | NQ    | NQ      | NQ      |

### Lekkoatletyka
Konkurencje biegowe
| Konkurencja                 | Zawodnik                                                    | Eliminacje | Eliminacje | Ćwierćfinał | Ćwierćfinał | Półfinał | Półfinał | Finał     | Finał   |
| Konkurencja                 | Zawodnik                                                    | Wynik      | Miejsce    | Wynik       | Miejsce     | Wynik    | Miejsce  | Wynik     | Miejsce |
| --------------------------- | ----------------------------------------------------------- | ---------- | ---------- | ----------- | ----------- | -------- | -------- | --------- | ------- |
| 100 m                       | Ferenc Gerő                                                 | 11,0       | 1.         | b.d         | 3.          | NQ       | NQ       | NQ        | NQ      |
| 100 m                       | Lajos Kurunczy                                              | 11,4       | 1.         | 11,0        | 5.          | NQ       | NQ       | NQ        | NQ      |
| 100 m                       | Gusztáv Rózsahegyi                                          | 11,3       | 2.         | b.d         | 5.          | NQ       | NQ       | NQ        | NQ      |
| 100 m                       | László Muskát                                               | b.d        | 5.         | NQ          | NQ          | NQ       | NQ       | NQ        | NQ      |
| 200 m                       | Lajos Kurunczy                                              | 22,6       | 1.         | b.d         | 3.          | NQ       | NQ       | NQ        | NQ      |
| 200 m                       | Ferenc Gerő                                                 | b.d        | 2.         | 22,4        | 4.          | NQ       | NQ       | NQ        | NQ      |
| 400 m                       | Lajos Kurunczy                                              | 52,6       | 2.         | DNS         | DNS         | DNS      | DNS      | DNS       | DNS     |
| 1500 m                      | István Grósz                                                | N/A        | N/A        | N/A         | N/A         | b.d      | 5.       | NQ        | NQ      |
| 5000 m                      | István Kultsár                                              | N/A        | N/A        | N/A         | N/A         | b.d      | 8.       | NQ        | NQ      |
| 10 000 m                    | Pál Király                                                  | N/A        | N/A        | N/A         | N/A         | N/A      | N/A      | DNF       | DNF     |
| 110 m przez płotki          | László Muskát                                               | b.d        | 4.         | N/A         | N/A         | NQ       | NQ       | NQ        | NQ      |
| 110 m przez płotki          | Tibor Püspöki                                               | b.d        | 4.         | N/A         | N/A         | NQ       | NQ       | NQ        | NQ      |
| sztafeta 4 × 100 m mężczyzn | Ferenc Gerő Lajos Kurunczy László Muskát Gusztáv Rózsahegyi | 42,6       | 2.         | N/A         | N/A         | 42,4     | 2.       | 42,0      | 4.      |
| maraton                     | Antal Lovas                                                 | N/A        | N/A        | N/A         | N/A         | N/A      | N/A      | 3:35:24,0 | 28.     |
| maraton                     | Pál Király                                                  | N/A        | N/A        | N/A         | N/A         | N/A      | N/A      | DNF       | DNF     |
| chód na 10 km               | Mihály Fekete                                               | N/A        | N/A        | N/A         | N/A         | DSQ      | DSQ      | NQ        | NQ      |

Konkurencje techniczne
| Konkurencja    | Zawodnik         | Eliminacje | Eliminacje | Finał | Finał   |
| Konkurencja    | Zawodnik         | Wynik      | Miejsce    | Wynik | Miejsce |
| -------------- | ---------------- | ---------- | ---------- | ----- | ------- |
| skok wzwyż     | Jenő Gáspár      | 1,83       | 1.         | 1,88  | 5.      |
| pchnięcie kulą | Pál Bedő         | 12,66      | 18.        | NQ    | NQ      |
| rzut dyskiem   | Sándor Toldi     | 41,09      | 9.         | NQ    | NQ      |
| rzut dyskiem   | Kálmán Marvalits | 40,82      | 4.         | NQ    | NQ      |
| rzut oszczepem | Lajos Csejthey   | 54,86      | 9.         | NQ    | NQ      |

| Zawodnik      | Konkurencje   | Konkurencje                | Wyniki | Punkty | Miejsce |
| ------------- | ------------- | -------------------------- | ------ | ------ | ------- |
| Elemér Somfay | pięciobój     | skok w dal                 | 6,77   | 5      | 5.      |
| Elemér Somfay | pięciobój     | rzut oszczepem             | 52,07  | 2      | 2.      |
| Elemér Somfay | pięciobój     | Bieg na 200 m              | 23,4   | 5      | 5.      |
| Elemér Somfay | pięciobój     | rzut dyskiem               | 37,76  | 2      | 2.      |
| Elemér Somfay | pięciobój     | Bieg na 1500 m             | 4:48,4 | 2      | 2.      |
| Elemér Somfay | pięciobój     | Finał                      |        | 16     | srebro  |
| Elemér Somfay | dziesięciobój | bieg 100 m                 | 11,6   | 762,0  | 8.      |
| Elemér Somfay | dziesięciobój | skok w dal                 | 6,40   | 706,0  | 12.     |
| Elemér Somfay | dziesięciobój | pchnięcie kulą             | 10,555 | 521,5  | 18.     |
| Elemér Somfay | dziesięciobój | skok wzwyż                 | 1,60   | 538    | 21.     |
| Elemér Somfay | dziesięciobój | bieg 400 m                 | DNS    | DNS    | DNS     |
| Elemér Somfay | dziesięciobój | rzut dyskiem               | DNS    | DNS    | DNS     |
| Elemér Somfay | dziesięciobój | bieg na 110 m przez płotki | DNS    | DNS    | DNS     |
| Elemér Somfay | dziesięciobój | skok o tyczce              | DNS    | DNS    | DNS     |
| Elemér Somfay | dziesięciobój | rzut oszczepem             | DNS    | DNS    | DNS     |
| Elemér Somfay | dziesięciobój | bieg na 1500 m             | DNS    | DNS    | DNS     |
| Elemér Somfay | dziesięciobój | Finał                      |        | DNF    | DNF     |

### Piłka nożna
Reprezentacja mężczyzn
| - Béla Gárdos - Ferenc Híres - Gábor Ormai - György Faludy - Gyula Mándi - János Biri |  | - József Aczél - József Barna - Károly Fogl - Rudolf Jeny - Zoltán Patai |

#### Runda 1.
| 26 maja 1924 17:00 | Węgry · Eisenhoffer 14' · Hirzer 51', 58' · Opata 70', 87' | 5–0Report | Polska | Stade Bergeyre, Paryż Widzów: 3,000 Sędzia: Johannes Mutters (NED) |
|                    |                                                            |           |        |                                                                    |

#### Runda 2.
| 29 maja 1924 17:00 | Królestwo Egiptu · Yakan 4', 58' · Hegazi 40' | 3–0Report | Węgry | Stade de Paris Widzów: 8,000 Sędzia: Luis Collina (ESP) |
|                    |                                               |           |       |                                                         |

Reprezentacja Węgier zajęła 9. miejsce.

### Piłka wodna
- Reprezentacja mężczyzn

| - Tibor Fazekas - Lajos Homonnai - Márton Homonnai - Alajos Keserű |  | - Ferenc Keserű - József Vértesy - János Wenk - István Barta |

Turniej główny

#### 1 Runda
| 13 lipca 1924 | Węgry | 7:6 | Wielka Brytania |  |
| 16:30         |       |     |                 |  |

Ćwierćfinał
| 15 lipca 1924 | Belgia | 7:2 | Węgry |  |
| 16:15         |        |     |       |  |

Turniej o brązowy medal

#### Ćwierćfinał
| 18 lipca 1924 | Węgry | 7:0 | Czechy |  |
| 10:30         |       |     |        |  |

#### Półfinał
| 19 lipca 1924 | Szwecja | 4:1 | Węgry |  |
| 16:30         |         |     |       |  |

### Pływanie
Mężczyźni
| Konkurencja       | Zawodnik        | Eliminacje | Eliminacje | Półfinał | Półfinał | Finał  | Finał   |
| Konkurencja       | Zawodnik        | Czas       | Miejsce    | Czas     | Miejsce  | Czas   | Miejsce |
| ----------------- | --------------- | ---------- | ---------- | -------- | -------- | ------ | ------- |
| 100 m dowolnym    | István Bárány   | 1:08,4     | 2.         | 1:08,0   | 6        | NQ     | NQ      |
| 100 m grzbietowym | Károly Bartha   | 1:18,0     | 1.         | 1:19,0   | 3.       | 1:17,8 | brąz    |
| 200 m klasycznym  | Frigyes Hollósi | 3:06,4     | 2.         | 3:05,6   | 4.       | NQ     | NQ      |
| 200 m klasycznym  | Zoltán Bitskey  | 3:05,4     | 3.         | 3:09,2   | 5.       | NQ     | NQ      |
| 200 m klasycznym  | Márton Sipos    | 3:09,8     | 3.         | NQ       | NQ       | NQ     | NQ      |

Kobiety
| Konkurencja      | Zawodnik    | Eliminacje | Eliminacje | Półfinał | Półfinał | Finał | Finał   |
| Konkurencja      | Zawodnik    | Czas       | Miejsce    | Czas     | Miejsce  | Czas  | Miejsce |
| ---------------- | ----------- | ---------- | ---------- | -------- | -------- | ----- | ------- |
| 200 m klasycznym | Ella Molnár | N/A        | N/A        | 3:39,8   | 4.       | NQ    | NQ      |

### Strzelectwo
| Konkurencja                                   | Zawodnik                                                     | Finał | Finał   |
| Konkurencja                                   | Zawodnik                                                     | Wynik | Pozycja |
| --------------------------------------------- | ------------------------------------------------------------ | ----- | ------- |
| pistolet szybkostrzelny 25 m                  | Rezső Velez                                                  | 15    | 30.     |
| pistolet szybkostrzelny 25 m                  | Elemér Takács                                                | 13    | 47.     |
| pistolet szybkostrzelny 25 m                  | Sándor Prokopp                                               | 7     | 53.     |
| karabin małokalibrowy leżąc 50 m              | Elemér Takács                                                | 387   | 20.     |
| karabin małokalibrowy leżąc 50 m              | Rezső Velez                                                  | 372   | 47.     |
| karabin dowolny 600 m leżąc                   | Elemér Takács                                                | 84    | 14.     |
| karabin dowolny 600 m leżąc                   | Rezső Velez                                                  | 79    | 35.     |
| karabin dowolny 600 m leżąc                   | Sándor Prokopp                                               | 70    | 55.     |
| karabin dowolny drużynowo                     | Rezső Velez Elemér Takács Sándor Prokopp                     | DNF   | DNF     |
| runda pojedyncza - sylwetka jelenia           | Rezső Velez                                                  | 35    | 10.     |
| runda pojedyncza - sylwetka jelenia           | Elemér Takács                                                | 27    | 24.     |
| runda pojedyncza - sylwetka jelenia           | Gusztáv Szomjas                                              | 24    | 28.     |
| runda pojedyncza - sylwetka jelenia           | Sándor Lumniczer                                             | 20    | 31.     |
| runda podwójna - sylwetka jelenia             | Elemér Takács                                                | 42    | 25.     |
| runda podwójna - sylwetka jelenia             | Gusztáv Szomjas                                              | 28    | 29.     |
| runda podwójna - sylwetka jelenia             | Rezső Velez                                                  | DNF   |         |
| runda pojedyncza - sylwetka jelenia drużynowo | Gusztáv Szomjas Rezső Velez Elemér Takács László Szomjas     | 97    | 6.      |
| runda podwójna - sylwetka jelenia drużynowo   | Elemér Takács                                                | DNF   | DNF     |
| trap indywidualnie                            | Gyula Halasy                                                 | 98    | złoto   |
| trap indywidualnie                            | Gusztáv Szomjas                                              | 90    | 19.     |
| trap indywidualnie                            | László Szmojas                                               | 90    | 19.     |
| trap indywidualnie                            | Sándor Lumniczer                                             | b.d   | b.d     |
| trap drużynowo                                | Gyula Halasy Gusztáv Szomjas László Szmojas Sándor Lumniczer | 321   | 10.     |

### Szermierka
| Konkurencja          | Zawodnik | 1 runda                                                   | 1 runda | 2 runda    | 2 runda | Ćwierćfinał                                                                                                   | Ćwierćfinał | Półfinały | Półfinały | Finał | Finał     | Pozycja |
| Konkurencja          | Zawodnik | Przeciwnik                                                | Wynik   | Przeciwnik | Wynik   | Przeciwnik | Wynik       | Przeciwnik | Wynik     | Przeciwnik | Wynik     | Pozycja |
| -------------------- | --- | --------------------------------------------------------- | ------- | ---------- | ------- | --- | ----------- | --- | --------- | --- | --------- | ------- |
| floret indywidualnie | Zoltán Schenker                                                                                                  | Philippe Cattiau Philip Doyne Diego Díez František Dvořák | P W     | NQ         | NQ      | NQ | NQ          | NQ | NQ        | NQ | NQ        | NQ      |
| floret drużynowo     | Ödön Tersztyánszky Zoltán Schenker Sándor Pósta István Lichteneckert László Berti                                | Francja · Hiszpania                                       | - W     | N/A        | N/A     | Włochy · Szwajcaria · Austria                                                                                 | P W         | Francja · Argentyna | P R       | Francja · Belgia · Włochy | P DNF     | brąz    |
| szabla indywidualnie | Sándor Pósta | N/A                                                       | N/A     | N/A        | N/A     | Héctor Belo Charles Acke Georges Conraux Raúl Sola Cecil Kershaw Jens Berthelsen                              | P W         | Oreste Puliti Horacio Casco Giulio Sarrocchi Héctor Belo Robert Feyerick Marc Perrodon Maarten van Dulm Konstantinos Kotzias | P W P W   | Roger Ducret János Garay Zoltán Schenker Adrianus de Jong Ivan Osiier Georges Conraux Horacio Casco Oreste Puliti Marcello Bertinetti Bino Bini Giulio Sarrocchi  | W P W P W | złoto   |
| szabla indywidualnie | János Garay | N/A                                                       | N/A     | N/A        | N/A     | Adrianus de Jong Konstantinos Kotzias Pedro Mendy Sigurd Akre Fuat Balkan                                     | P W P W     | Bino Bini Ivan Osiier Jules Maés Georges Conraux Ödön Tersztyánszky Carmelo Merlo Conrado Rolando Pedro Mendy Edgar Seligman | P W -     | Sándor Pósta Roger Ducret Zoltán Schenker Adrianus de Jong Ivan Osiier Georges Conraux Horacio Casco Oreste Puliti Marcello Bertinetti Bino Bini Giulio Sarrocchi | W P W P W | brąz    |
| szabla indywidualnie | Zoltán Schenker                                                                                                  | N/A                                                       | N/A     | N/A        | N/A     | Roger Ducret Ivan Osiier Robin Dalglish Jan van der Wiel Chauncey McPherson Manuel Toledo                     | P W P W P W | Roger Ducret Marcello Bertinetti Adrianus de Jong Raúl Sola Omer Berck Robin Dalglish Domingo Mendy Laurence Castner         | P W P W   | Sándor Pósta Roger Ducret János Garay Adrianus de Jong Ivan Osiier Georges Conraux Horacio Casco Oreste Puliti Marcello Bertinetti Bino Bini Giulio Sarrocchi     | P W P W   | 4.      |
| szabla indywidualnie | Ödön Tersztyánszky                                                                                               | N/A                                                       | N/A     | N/A        | N/A     | Giulio Sarrocchi Marc Perrodon Carmelo Merlo Archibald Corble Arthur Lyon Fernando Guillén Ioannis Georgiadis | W P W       | Bino Bini Ivan Osiier Jules Maés Georges Conraux János Garay Carmelo Merlo Conrado Rolando Pedro Mendy Edgar Seligman        | P W P W - | NQ | NQ        | NQ      |
| szabla drużynowo     | Ödön Tersztyánszky János Garay Sándor Pósta László Berti József Rády Zoltán Schenker Jenő Uhlyárik László Széchy | Dania · Wielka Brytania                                   | - W     | N/A        | N/A     | Włochy · Belgia · Stany Zjednoczone                                                                           | - R W       | Holandia · Francja | - W       | Włochy · Holandia · Czechy | R W       | srebro  |

Kobiety
| Konkurencja          | Zawodnik     | Ćwierćfinał                                                            | Ćwierćfinał | Półfinały                                                              | Półfinały | Finał                                                                   | Finał | Pozycja |
| Konkurencja          | Zawodnik     | Przeciwnik                                                             | Wynik       | Przeciwnik                                                             | Wynik     | Przeciwnik                                                              | Wynik | Pozycja |
| -------------------- | ------------ | ---------------------------------------------------------------------- | ----------- | ---------------------------------------------------------------------- | --------- | ----------------------------------------------------------------------- | ----- | ------- |
| floret indywidualnie | Gizella Tary | Grete Heckscher Fernande Tassy Alice Walker Adelaide Gehrig S. Bonnard | P W P       | Grete Heckscher Gladys Davies Lucienne Prost E. Fitting Ellen Hamilton | P W       | Ellen Osiier Grete Heckscher Muriel Freeman Yutta Barding Gladys Davies | P W   | 6.      |

### Tenis ziemny
| Konkurencja | Zawodnik                             | 1 runda                                                 | 2 runda                                        | 3 runda                                         | 4 runda                                         | Ćwierćfinały     | Półfinały        | Finał            | Miejsce |
| Konkurencja | Zawodnik                             | Przeciwnik Wynik                                        | Przeciwnik Wynik                               | Przeciwnik Wynik                                | Przeciwnik Wynik                                | Przeciwnik Wynik | Przeciwnik Wynik | Przeciwnik Wynik | Miejsce |
| ----------- | ------------------------------------ | ------------------------------------------------------- | ---------------------------------------------- | ----------------------------------------------- | ----------------------------------------------- | ---------------- | ---------------- | ---------------- | ------- |
| Singiel (m) | Béla von Kehrling                    | N/A                                                     | Alexandru Roman W 3:0 (6:1,6:1,6:2)            | Charles Aeschlimann W 3:2 (4:6,6:8,7:5,6:2,6:3) | Richard N. Williams P 2:3 (4:6,6:3,3:6,6:4,3:6) | NQ               | NQ               | NQ               | 9.      |
| Singiel (m) | Lajos Göncz                          | N/A                                                     | René Lacoste P 0:0 (0:6,0:6,1:6)               | NQ                                              | NQ                                              | NQ               | NQ               | NQ               | 33.     |
| Singiel (m) | Aurél von Kelemen                    | Erik Tegner P 0:3 (4:6,1:6,1:6)                         | NQ                                             | NQ                                              | NQ                                              | NQ               | NQ               | NQ               | 61.     |
| Singiel (m) | Kálmán Kirchmayer                    | Charles Wennergren P 0:3 (6:8,2:6,4:6)                  | NQ                                             | NQ                                              | NQ                                              | NQ               | NQ               | NQ               | 61.     |
| debel (m)   | Kálmán Kirchmayer Lajos Göncz        | Richard N. Williams Watson Washburn P 0:3 (1:6,0:6,0:6) | NQ                                             | NQ                                              | N/A                                             | NQ               | NQ               | NQ               | 29.     |
| debel (m)   | Béla von Kehrling Aurél von Kelemen  | James Bayley James Willard P 2:3 (8:6,4:6,6:3,3:6,2:6)  | NQ                                             | NQ                                              | N/A                                             | NQ               | NQ               | NQ               | 29.     |
| singiel (k) | Ilona Váradi-Péter                   | Marie Janssen W 2:0 (6:4,6:1)                           | Phyllis Covell P 0:2 (1:6,3:6)                 | NQ                                              | N/A                                             | NQ               | NQ               | NQ               | 17.     |
| mikst       | Ilona Váradi-Péter Aurél von Kelemen | Rosetta Gagliardi Riccardo Sabbadini W 3:0 (w/o)        | Cornelia Bouman Hendrik Timmer P 0:2 (4:6,2:6) | N/A                                             | N/A                                             | NQ               | NQ               | NQ               | 9.      |

### Wioślarstwo
| Konkurencja           | Zawodnik                                                               | Półfinał | Półfinał | Repesaż | Repesaż | Finał | Finał | Pozycja |
| Konkurencja           | Zawodnik                                                               | Czas     | M.       | Czas    | M.      | Czas  | M.    | Pozycja |
| --------------------- | ---------------------------------------------------------------------- | -------- | -------- | ------- | ------- | ----- | ----- | ------- |
| Dwójka podwójna       | Ervin Mórich Béla Szendey                                              | b/d      | 3.       | N/A     | N/A     | NQ    | NQ    | NQ      |
| Czwórka ze sternikiem | Lajos Wick István Szendeffy Sándor Hautzinger Zoltán Török Károly Koch | b.d      | 2.       | b.d     | 3.      | NQ    | NQ    | NQ      |

### Zapasy
| Zawodnik                      | Konkurencja     | Runda pierwsza     | Runda druga         | Runda trzecia         | Runda czwarta         | Runda piąta           | Runda szósta     | Runda siódma     | Runda finałowa   | Pozycja |
| Zawodnik                      | Konkurencja     | Przeciwnik Wynik   | Przeciwnik Wynik    | Przeciwnik Wynik      | Przeciwnik Wynik      | Przeciwnik Wynik      | Przeciwnik Wynik | Przeciwnik Wynik | Przeciwnik Wynik | Pozycja |
| ----------------------------- | --------------- | ------------------ | ------------------- | --------------------- | --------------------- | --------------------- | ---------------- | ---------------- | ---------------- | ------- |
| styl klasyczny waga kogucia   | Armand Magyar   | Arvid Östman W     | Alberts Krievs W    | Sigfrid Hansson p     | Johannes van Maaren W | Eduard Pütsep p       | NQ               | N/A              | N/A              | 5.      |
| styl klasyczny waga kogucia   | József Tasnádi  | Wolny los          | Arvid Östman W      | Johannes van Maaren W | Sigfrid Hansson p     | Anselm Ahlfors p      | NQ               | N/A              | N/A              | 5.      |
| styl klasyczny waga piórkowa  | Ödön Radvány    | Arthur Nord p      | Martin Egeberg W    | Édouard Rottiers W    | Voldemar Väli W       | Erik Malmberg p       | NQ               | NQ               | NQ               | 6.      |
| styl klasyczny waga piórkowa  | Jenő Németh     | Fritiof Svensson p | Osvald Käpp p       | NQ                    | NQ                    | NQ                    | NQ               | NQ               | NQ               | 18.     |
| styl klasyczny waga lekka     | Lajos Keresztes | Ahmad Rahmi W      | Roberto De Marchi W | Kalle Westerlund W    | Rūdolfs Ronis W       | Charles Frisenfeldt W | Oskari Friman p  | N/A              | N/A              | srebro  |
| styl klasyczny waga lekka     | Mihály Matura   | Ludwig Sesta W     | Paul Parisel W      | Otto Borgström W      | Albert Kusnets p      | Oskari Friman p       | NQ               | N/A              | N/A              | 5.      |
| styl klasyczny waga średnia   | Sándor Kónyi    | Oldřich Pštros W   | Paul Jahren W       | Viktor Fischer p      | Giuseppe Gorletti p   | NQ                    | NQ               | NQ               | N/A              | 9.      |
| styl klasyczny waga średnia   | Ferenc Györgyei | Roman Steinberg p  | Joseph Domas p      | NQ                    | NQ                    | NQ                    | NQ               | NQ               | N/A              | 20.     |
| styl klasyczny waga półciężka | Béla Varga      | Dante Ceccatelli W | Jan Muijs W         | Emil Wecksten p       | Calle Westergren p    | NQ                    | NQ               | NQ               | N/A              | 6.      |
| styl klasyczny waga półciężka | István Dömény   | Paul Bonnefont W   | Onni Pellinen p     | Rudolf Loo p          | NQ                    | NQ                    | NQ               | NQ               | N/A              | 9.      |
| styl klasyczny waga ciężka    | Rajmund Badó    | Wolny los          | Emil Larsen W       | Edmond Dame W         | Jānis Polis W         | Henri Deglane p       | NQ               | N/A              | N/A              | brąz    |
| styl klasyczny waga ciężka    | Ottó Szelky     | Claes Johansson p  | Jaap Sjouwerman W   | Henri Deglane p       | NQ                    | NQ                    | NQ               | N/A              | N/A              | 9.      |